# 大倫山

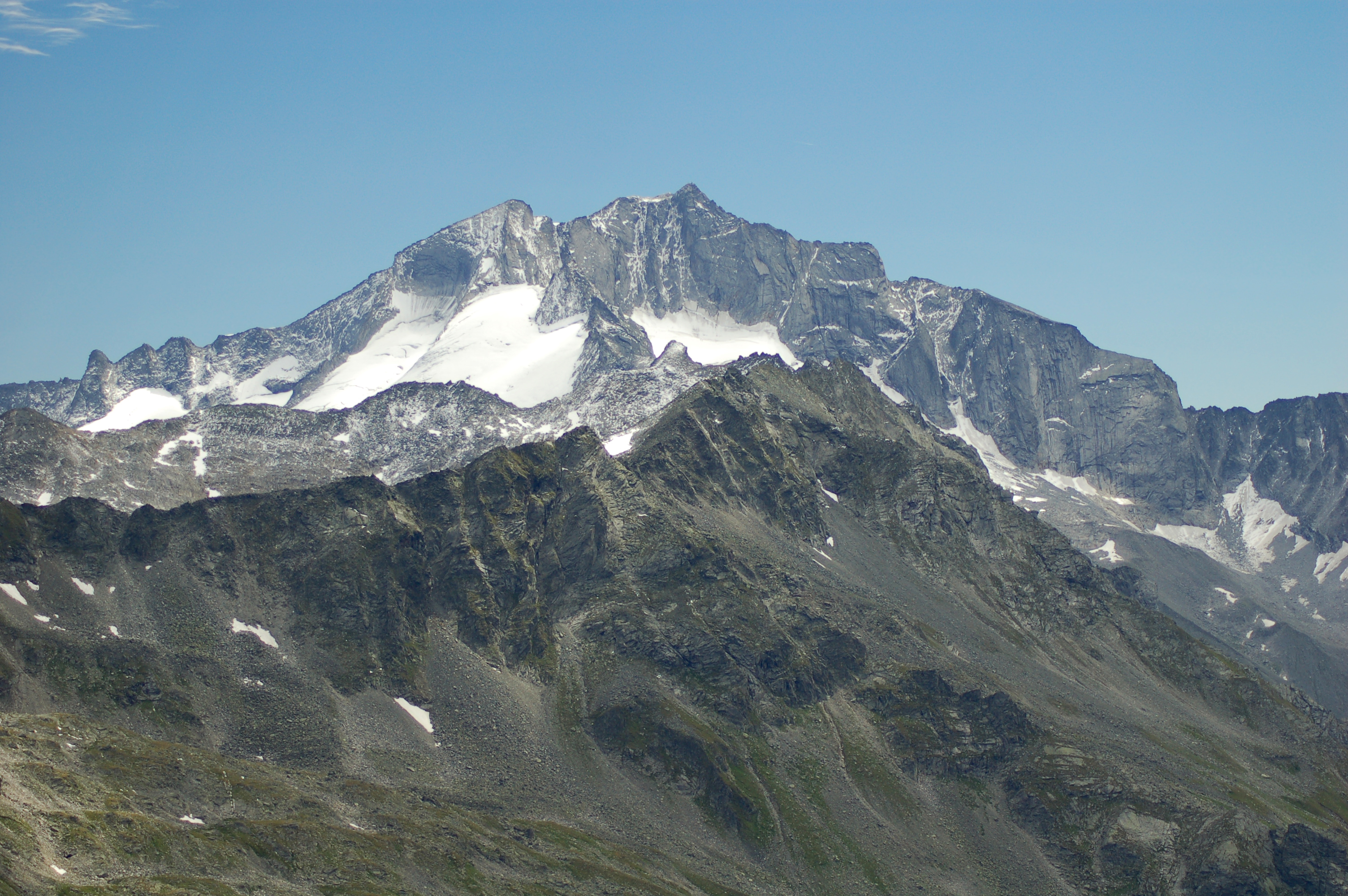

47°1′9″N 13°19′8″E / 47.01917°N 13.31889°E
大倫山（德語：Großelendkopf），是奧地利的山峰，位於該國南部，由克恩頓州負責管轄，屬於安科格爾山脈的一部分，海拔高度3,317米，距離霍夏爾姆峰0.4公里，人類在1859年首次登頂。